# Premio Martin Ennals
El Premio Martin Ennals para personas defensoras de Derechos Humanos, a veces llamado "el premio Nobel para derechos humanos", fue creado en 1993 en memoria del activista británico Martin Ennals -secretario general de Amnistía Internacional de 1968 a 1980- para honrar y proteger a personas alrededor del mundo que destacan por su valor excepcional en la defensa y promoción de los derechos humanos. Su objetivo principal es proporcionar protección especial ("publicidad protectora") a personas defensoras de derechos humanos que están en riesgo al concentrar la atención de los medios de comunicación internacionales en su difícil situación, principalmente a través de Internet, en particular en su país de origen.
El premio implica la concesión de 20.000 francos suizos para apoyar el trabajo de la persona ganadora en materia de derechos humanos.
La ceremonia anual se celebra en Ginebra en octubre en asociación con la Ciudad de Ginebra.
Está administrado por la Fundación Martin Ennals con sede en Ginebra. En 2017 la Fundación está presidida por Micahel Khambatta.
El jurado internacional, está compuesto por representantes de diez organizaciones de derechos humanos, que selecciona a la persona ganadora cada año. Las organizaciones miembros del jurado incluyen Amnistía Internacional, Human Righats Watch, Federación Internacional de Derechos humanos, Organización Mundial contra la Tortura, Front Line Defenders, Comisión Internacional de Juristas, Derechos Humanos Primero, Servicio Internacional para Derechos Humanos, Diakonie Alemania, y Huridocs.

## Ganadores
| Año   | Nombre                                                                           |
| ----- | -------------------------------------------------------------------------------- |
| 1994  | Harry Wu China                                                                   |
| 1995  | Asma Jahangir Pakistán                                                           |
| 1996  | Clement Nwankwo Níger                                                            |
| 1997  | Samuel Ruiz García ( México                                                      |
| 1998  | Eyad El Sarraj Palestina                                                         |
| 1999  | Natasha Kandic Yugoslavia                                                        |
| 2000  | Immaculée Birhaheka República Democrática del Congo                              |
| 2001  | Brigadas de paz Internacionales Colombia                                         |
| 2002  | Jacqueline Moudeina Chad                                                         |
| 2003  | Alirio Uribe Muñoz Colombia                                                      |
| 2004  | Lidia Yusupova Rusia                                                             |
| 2005  | Aktham Naisse Siria                                                              |
| 2006  | Akbar Ganji Irán y Arnold Tsunga Zimbabue                                        |
| 2007  | Rajan Hoole, Kopalasingham Sritharan Sri Lanka) y Pierre Claver Mbonimpa Burundi |
| 2008  | Mutabar Tadjibaeva Uzbekistán                                                    |
| 2009  | Emadeddin Baghi Irán                                                             |
| 2010  | de Siria                                                                         |
| 2011  | Kasha Jacqueline Nabagesera Uganda                                               |
| 2012  | Luon Sorvath Camboya                                                             |
| 2013: | Joint Mobil Group Rusia                                                          |
| 2014  | Alejandra Ancheita México                                                        |
| 2015  | Ahmed Mansoor Emiratos Árabes Unidos)                                            |
| 2016  | Ilham Tohti China)                                                               |